# ناصر (جازان)
قرية ناصر، إحدى قرى منطقة جازان وهي قرية سكنية تابعة لبلدية محافظة صامطة جنوب غرب المملكة العربية السعودية، تبعد أكثر من 50 كم باتجاه الجنوب من مدينة صامطة.

## الموقع
تقع قرية ناصر جنوب غرب المملكة قرب الحدود اليمنية السعودية على بعد حوالي 3 كم حيث تحدها الحدود اليمنية من الجهة الجنوبية، كما تبعد حوالي 95 كيلومترا بالاتجاه الجنوبي الشرقي من مدينة جازان، وهي تقع عند خط طول 42 درجة وخط العرض 16 درجة، كما وتبعد حوالي 4 كيلو متر أيضاً عن مركزها قرية المواسم التي تقع غرب القرية.

## انظر ايضاً
- زمزم
- المصليبه
- الكدمي

## وصلات خارجية
- بيانات المجلس البلدي من الأمانة العامة لشؤون المجالس البلدية.
- حصر الخدمات بالمدن والقرى بمنطقة جازان.
- دليل الخدمات بمنطقة جازان.
- مصلحة الإحصاءات العامة والمعلومات.